# Fucina Zanghellini
L'antica fucina ("fusina") Zanghellini si trova ad Agnedo in Valsugana, fa parte del Museo degli usi e costumi della gente trentina e dell'Ecomuseo della Valsugana. Questo museo può essere definito come museo della memoria, in quanto sono raccolti strumenti ed oggetti che sono testimoni dell'antica professione del fabbro.
Questa esposizione nasce per volontà di Paolo Zanghellini, che intendeva raccontare la storia dei propri antenati fabbri e 
far conoscere questa professione dimenticata da molti. 
Poco dopo la chiusura della fucina negli anni 70, Paolo Zanghellini trasformò l'edificio in un'esposizione permanente degli strumenti di lavoro e dei prodotti del fabbro. Egli si impegna anche a raccogliere testimonianze riguardanti la fucina di Villa Agnedo, che divengono di anno in anno parte integrante del museo.

## Storia
La fucina ha origine sul finire del ‘700, ma è solo nei primi anni del ‘900 che viene documentata e diviene parte della famiglia Zanghellini. 
Agli inizi dell'Ottocento il fabbro era Gervasio Zanghellini, il quale grazie ai suoi prodotti permetteva la coltivazione delle terre e l'abbattimento degli alberi: egli infatti forgiava asce, vomeri, pentole, zappe e tutti gli utensili necessari alla vita di paese. A Villa Agnedo si disponeva inoltre di un mugnaio, due falegnami, un ciabattino e di un commerciante di vini che rendevano assieme il paese autosufficiente economicamente.
Oltre ai paesani il fabbro aveva come committenti anche i signori del vicino Castel d'Ivano i quali gli ordinavano ingenti opere che resero la fucina benestante ed ancora più utile alla realtà del luogo.
La successione dei proprietari ha inizio nel 1859 con Giovanni Bertoli, il quale a causa dei debiti contratti cedette l'attività ad un ricco contadino di Agnedo, Michele Sandri. Quest'ultimo tuttavia non conoscendo l'arte si vide costretto a cederla a sua volta a Leopoldo Sandonà, un fabbro di professione che rese un grande servigio alla fucina. In seguito alla sua morte la moglie ricercò un altro fabbro e trovò Gervasio Zanghellini di Strigno, il quale aveva svolto un apprendistato alla fucina Rigotti di Scurelle e che era molto abile in questo lavoro. Gervasio prende in gestione la fucina nel 1891 e nell'autunno del 1892 ne diviene effettivo proprietario. Nel 1893 si presenta il lavoro più importante che si troverà a svolgere ovvero la costruzione degli apparati metallici, come campane e croci, della chiesa di Agnedo.
Il novecento si apre con la 2° rivoluzione industriale che finalmente porta la ferrovia e nuovi macchinari anche in Valsugana. Gervasio non farà tuttavia in tempo a comprarne nessuno in quanto scoppiò la Grande Guerra che lo porterà a combattere e a lasciare la sua famiglia, che andrà profuga in Italia. Si ritroveranno solo nel 1919 quando, una volta tornati ad Agnedo, si occuparono della riparazione dell'edificio di lavoro e dei macchinari danneggiati dalla guerra.  Anche il figlio Domenico lavora nel frattempo con il padre ed è grazie a lui se riusciranno ad appropriarsi di una piegatrice metallica che troverà sulle trincee austriache, dove cercava rottami di ferro da fondere. Uno di questi pezzi di ferro procurerà tuttavia la morte di Gervasio, il quale era venuto in possesso di un tubo metallico che poi si rivelerà una mina, la quale venuta a contatto con il calore esplose di fronte a lui uccidendolo sul colpo.
La proprietà della fucina passa quindi nelle mani di Domenico il quale prosegue con il lavoro paterno fino allo scoppio della Seconda guerra mondiale quando verrà chiamato a Roma in qualità di pompiere. Mentre egli si trova a Roma la SIT (Società idroelettrica trentina) costruì degli stabilimenti sul torrente Chieppena, che passava appunto per Villa Agnedo e da cui la fucina traeva l'energia necessaria per funzionare. Per questa azienda la fucina era tuttavia un ostacolo e proposero quindi a Domenico energia elettrica gratis per 25 anni, pur di lasciare libero il fiume; una volta firmato il contratto passarono tre anni prima di liberarsi dell'acqua ed adottare l'elettricità.
È nel dopoguerra che le cose precipitano: il piano Marshall americano porta innovazioni nelle città e le persone non usufruirono più dei piccoli artigiani ma predilessero le grandi industrie. Negli anni '70 la fucina non è più di alcun servigio a nessuno e per questo si spegneranno i fuochi e verrà chiusa.

## Collezione
La Fucina Zanghellini possiede al suo interno una collezione di utensili ad uso del fabbro e anche di prodotti finiti. Per la produzione di questo oggetti si serviva di una fornace (‘fòrgia’) in cui bruciavano del carbone grasso (‘còl’) che veniva costantemente tenuto a temperature elevate dall'aria prodotta dalla ruota idraulica (‘ròa’) che si immergeva nel fiume Chieppena. La ruota idraulica ad impatto superiore è il motore della fucina e assolve a svariati compiti fondamentali: serve a far funzionare il maglio (‘majo’), indispensabile per un fabbro, fa ruotare la pietra arenaria della mola (‘mòla’) ed infine immette aria nei fucinali attraverso la soffiatrice idraulica (‘bòte de l'òra').
Il maglio (‘majo’) non è altro che un gigantesco martello che ricade sull'incudine ad intervalli regolari e che in questo caso è comandato dai denti fissati sul suo asse principale
La mola (‘mòla’) è utilizzata per rifinire ed affilare gli attrezzi dotati di lama
La soffiatrice idraulica (‘bòte de l'òra') è stata progettata da illustri ingegneri nel corso del medioevo e il suo funzionamento consiste nel fatto che l'acqua cadendo verticalmente all'interno della botte genera numerosi gorghi, prima di fuoriuscire dallo scarico, i quali generano un movimento d'aria e una conseguente pressione che grazie ad appositi condotti è trasportata nel fucinale.
Sono inoltre necessario al fabbro tinozze ricolme di acqua fredda, per le zappe o i picconi, o di olio, per far raffreddare gli strumenti da taglio. L'esposizione comprende inoltre alcune incudini, svariate tenaglie (‘tenaie’), pinze, morse e martelli (‘mazòti’), nonché zappe (‘zapa’), picconi, accette (‘manarini’). 
La fucina Zanghellini, come tutte le fucine, applicava sui propri prodotti un marchio ZDA, che contraddistingueva i suoi prodotti da quelli altrui.